# Golden (фильм)
Golden — незаконченный американский художественный фильм режиссёра Мишеля Гондри по сценарию Мартина Хайнса и Стивена Левенсона, спродюсированный Фарреллом Уильямсом. Действие фильма происходит в 1977 году, его создателей вдохновили апартаменты Atlantis в Верджиния-Бич. Главные роли в картине сыграли Келвин Харрисон-младший, Холли Бейли, Давайн Джой Рэндольф, Брайан Тайри Генри, Квинта Брансон, Жанель Монэ, Джабуки Янг-Уайт, Тим Медоуз, Андерсон Пак и Мисси Эллиотт.
Фильм должен был выйти в американский прокат 9 мая 2025 года, но в феврале 2025 года релиз был отменён, и картину навсегда положили на полку.

## В ролях
- Келвин Харрисон-младший
- Холли Бейли
- Давайн Джой Рэндольф
- Брайан Тайри Генри
- Квинта Брансон
- Жанель Монэ
- Джабуки Янг-Уайт
- Тим Медоуз
- Андерсон Пак
- Мисси Эллиотт
- Джемайла Роузмонд
- Джейсон Ли

## Создание
27 марта 2017 года стало известно, что 20th Century Fox разрабатывает музыкальный фильм под названием «Атлантис», вдохновлённый детством Фаррелла Уильямса, проведённым в апартаментах «Атлантис» в Вирджиния-Бич. Майкл Майер, позже перешедший на должность исполнительного продюсера, должен был стать режиссёром, Мартин Хайнс должен был написать сценарий, а Уильямс, Мими Вальдес и Джил Неттер должны были стать продюсерами.
Следующие новости о проекте появились 21 марта 2024 года: Мишель Гондри сменил Майера в качестве режиссёра фильма, перешедшего к Universal Pictures и не имевшего на тот момент названия. Было объявлено, что Стивен Левенсон написал сценарий вместе с Хайнсом, а Келвин Харрисон-младший и Давайн Джой Рэндольф получили главные роли. В последующие месяцы к актёрскому коллективу присоединились Холли Бейли, Брайан Тайри Генри, Мисси Эллиотт, Жанель Монэ, Тим Медоуз, Джабуки Янг-Уайт, Джемайла Роузмонд, Джейсон Ли, Квинта Брансон, Андерсон Пак.
Съёмки начались в июне 2024 года в Верджиния-Бич (Виргиния). Местный пирс закрыли для публики, актёров замечали в одежде 1970-х годов. 29 августа 2024 года было подтверждено, что фильм называется Atlantis, но в ноябре появилось новое название — Golden.
Над песнями для фильма работал Фаррелл Уильямс совместно с Бенджем Пасеком и Джастином Полом. Фильм должен был ознаменовать воссоединение Бенджа Пасека и Джастина Пола с соавтором сценария Стивеном Левенсоном после их совместной работы над скандальной экранизацией 2021 года мюзикла «Дорогой Эван Хэнсен».
9 мая 2025 года картина должна была выйти в американский театральный прокат. Однако в феврале 2025 года издание Variety сообщило, что её навсегда положили на полку из-за разногласий между компанией и продюсером на стадии постпроизводства. Она не будет предлагаться другим студиям для доработки и распространения.